# Ping An International Finance Center
Das Ping An International Finance Center (chinesisch 平安國際金融中心 / 平安国际金融, Pinyin Píng’ān Guójì Jīnróng Zhōngxīn) ist ein Wolkenkratzer im Stadtbezirk Futian von Shenzhen, der Nachbarstadt Hongkongs in der chinesischen Provinz Guangdong. Es ist das höchste Gebäude in Shenzhen, das zweithöchste in ganz China und das fünfthöchste weltweit.

## Beschreibung
Der von dem bekannten Architekturbüro Kohn Pedersen Fox geplante Komplex soll zwei Wolkenkratzer umfassen. Das Hauptgebäude ist mit einer projektierten Gesamthöhe von 599 Metern das fünfthöchste Gebäude der Welt. Es löst den Kingkey 100 als höchstes Gebäude der Stadt ab. Es besteht aus einem Betonkern mit quadratischem Grundriss, der an den Ecken von jeweils zwei, im rechten Winkel zueinander angeordneten, massiven Stahlsäulen flankiert wird. Diese sind durch stockwerkweise angeordnete, horizontale Stahlträger untereinander als auch mit dem Betonkern verbunden.
Über dem quadratischen Grundriss folgen 115 Stockwerke mit Büros und einem Hotel, das höchste ist auf etwa 555 Metern. Darüber verschmälert sich das Gebäude von allen Seiten und schließt schließlich mit einer Art Dorne. Auf den höchsten Ebenen befinden sich Aussichtsetagen und Gastronomiebetriebe. Die Aussichtsplattform ist sogar höher als jene des Burj Khalifas und ähnlich hoch wie jene auf dem Mecca Royal Clock Tower Hotel. Trotzdem bleibt dem Burj Khalifa auch der Titel des höchstgelegenen Stockwerks vorbehalten. In den untersten Stockwerken des Bauwerks sollen zahlreiche Einzelhandelsgeschäfte eröffnet werden.
Seit 2015 befindet sich gegenüber dem Hauptgebäude das Pingan International Finance Centre South im Bau. Es soll etwa 300 m erreichen.

## Bau

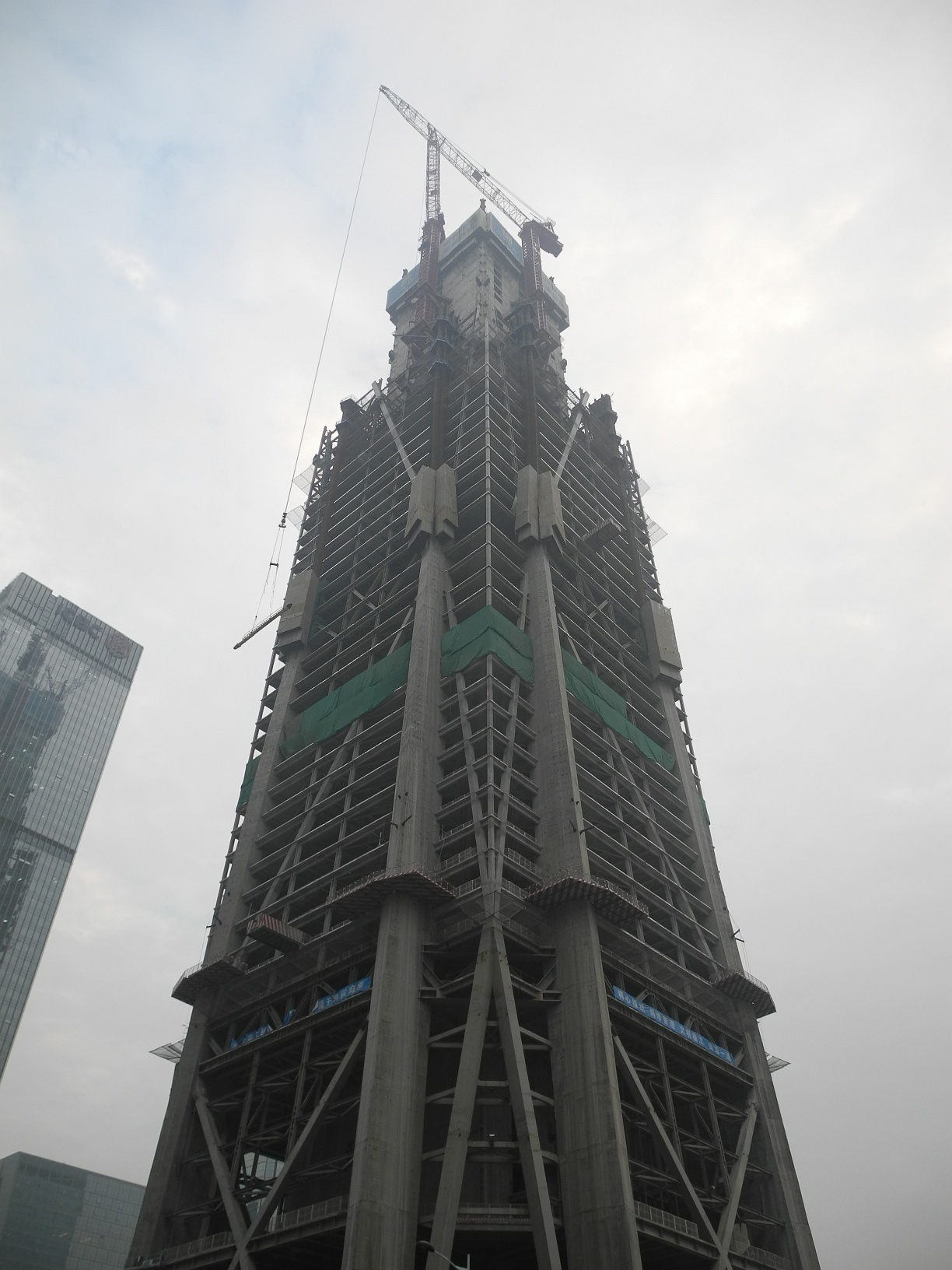
Baustelle des Gebäudes im Dezember 2013

Nachdem schon im Jahr 2009 der Bau eines über 500 Meter hohen Wolkenkratzers in dieser Gegend der Stadt vom Bauherrn, dem Versicherungsunternehmen Ping An Insurance, geplant wurde, begannen Ende 2010 die ersten Vorarbeiten am Gelände. Zu Beginn des Jahres 2012 wurden erste Fundamentarbeiten vorgenommen und im Frühjahr zwei Baukräne installiert. Im März 2013 wurde der Bau für kurze Zeit unterbrochen, dann aber nach einigen Tagen wieder fortgesetzt.
Mit der Durchführung der Bauarbeiten ist das Unternehmen China Construction First Building Group Corporation Ltd. betraut. Eröffnet wurde das Gebäude Ende März 2017.